# Bảo tàng Vùng nông thôn Mazovian ở Sierpc
Bảo tàng Vùng nông thôn Mazovian ở Sierpc (tiếng Ba Lan: Muzeum Wsi Mazowieckiej w Sierpcu) là một bảo tàng ngoài trời tọa lạc tại số 64 Phố Gabriel Narutowicz, Sierpc, huyện Sierpecki, tỉnh Mazowieckie, Ba Lan.

## Lịch sử
Bảo tàng Vùng nông thôn Mazovian ở Sierpc được thành lập vào ngày 24 tháng 3 năm 1971 theo nghị quyết của Hội đồng Quốc gia Huyện ở Sierpc. Ban đầu, Bảo tàng hoạt động với tư cách là một bảo tàng dân tộc học khu vực. Bốn năm sau, Công viên Dân tộc học được thành lập trong Trang viên Bojanowo. Từ năm 1987, tên của Bảo tàng được đổi thành tên hiện tại.

## Triển lãm
Bộ sưu tập của Bảo tàng Vùng nông thôn Mazovian ở Sierpc hiện đang bao gồm hơn 13.000 hiện vật. Trong đó, trên diện tích 60,5 ha ở ngã ba sông Sierpienica và Skrwa, hơn 80 hiện vật kiến trúc lớn nhỏ được thu thập và giới thiệu, bao gồm:
- 11 trang trại nông dân được xây dựng vào cuối thế kỷ 19 và đầu thế kỷ 20
- trang viên được xây dựng lại
- nhà thờ bằng gỗ được xây dựng vào thế kỷ 18
- cối xay gió bằng gỗ - đây là loại cối xay gió lâu đời nhất và phổ biến nhất ở Châu Âu
- triển lãm thường trực tại phòng trưng bày

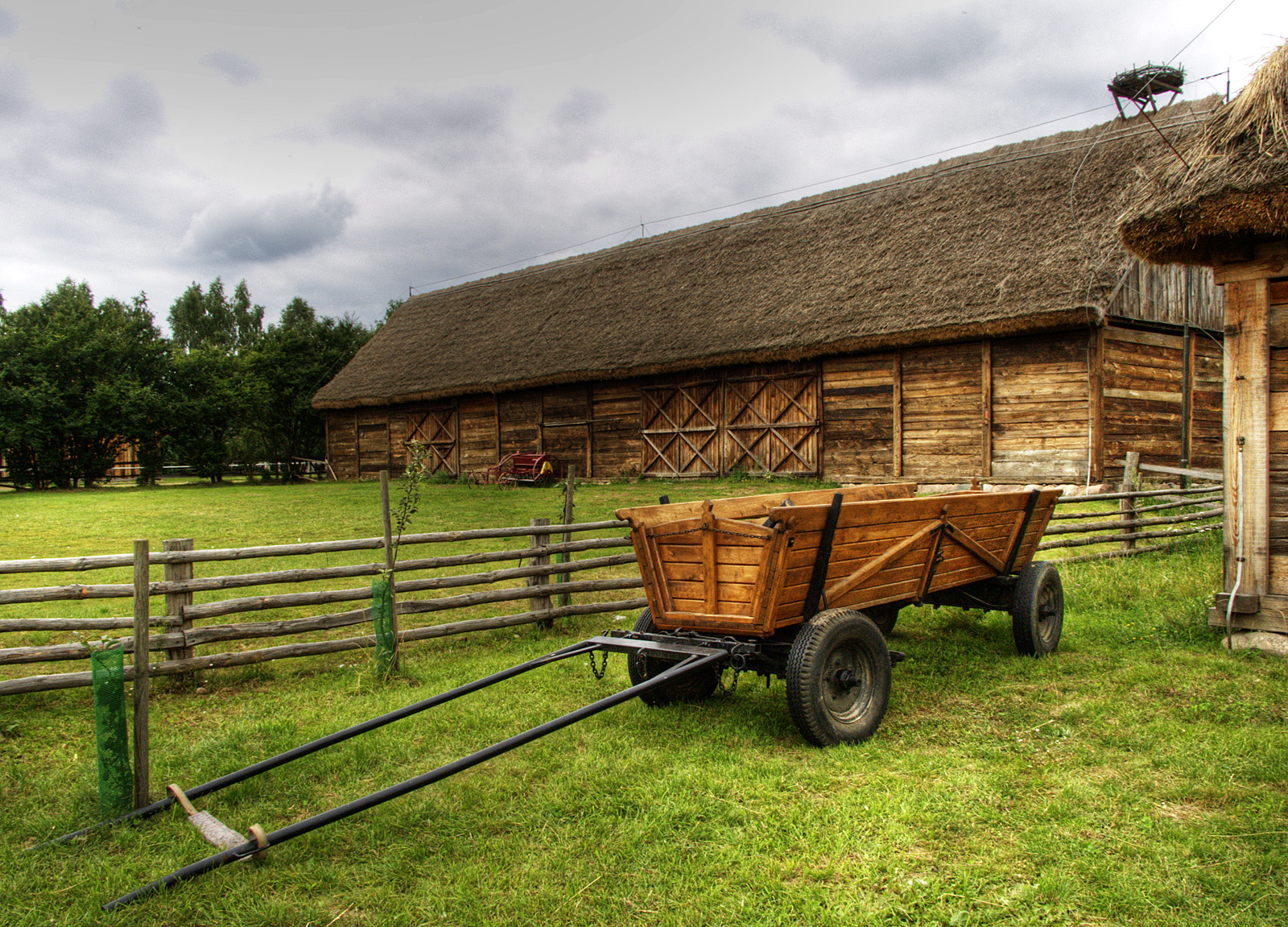
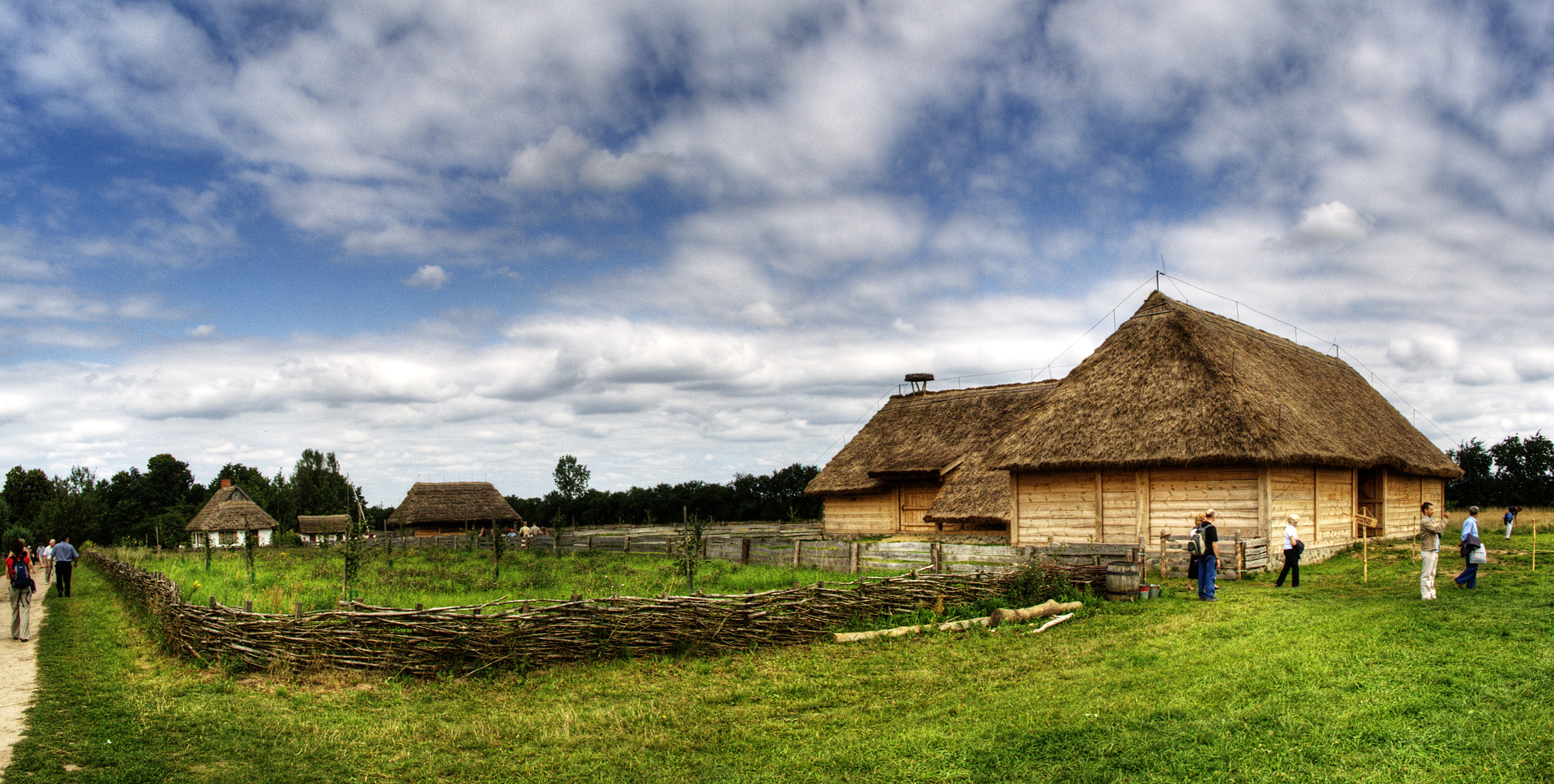
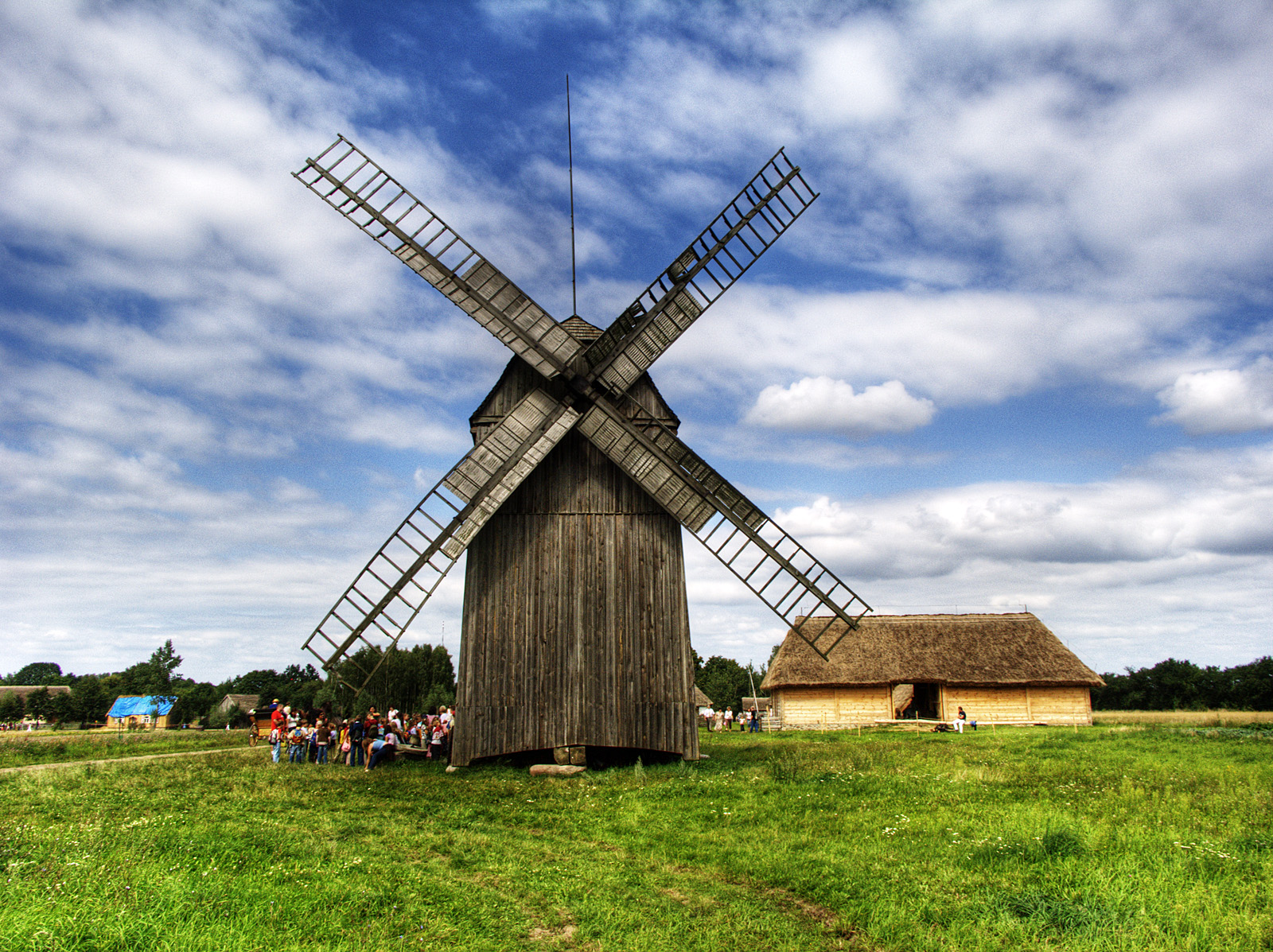
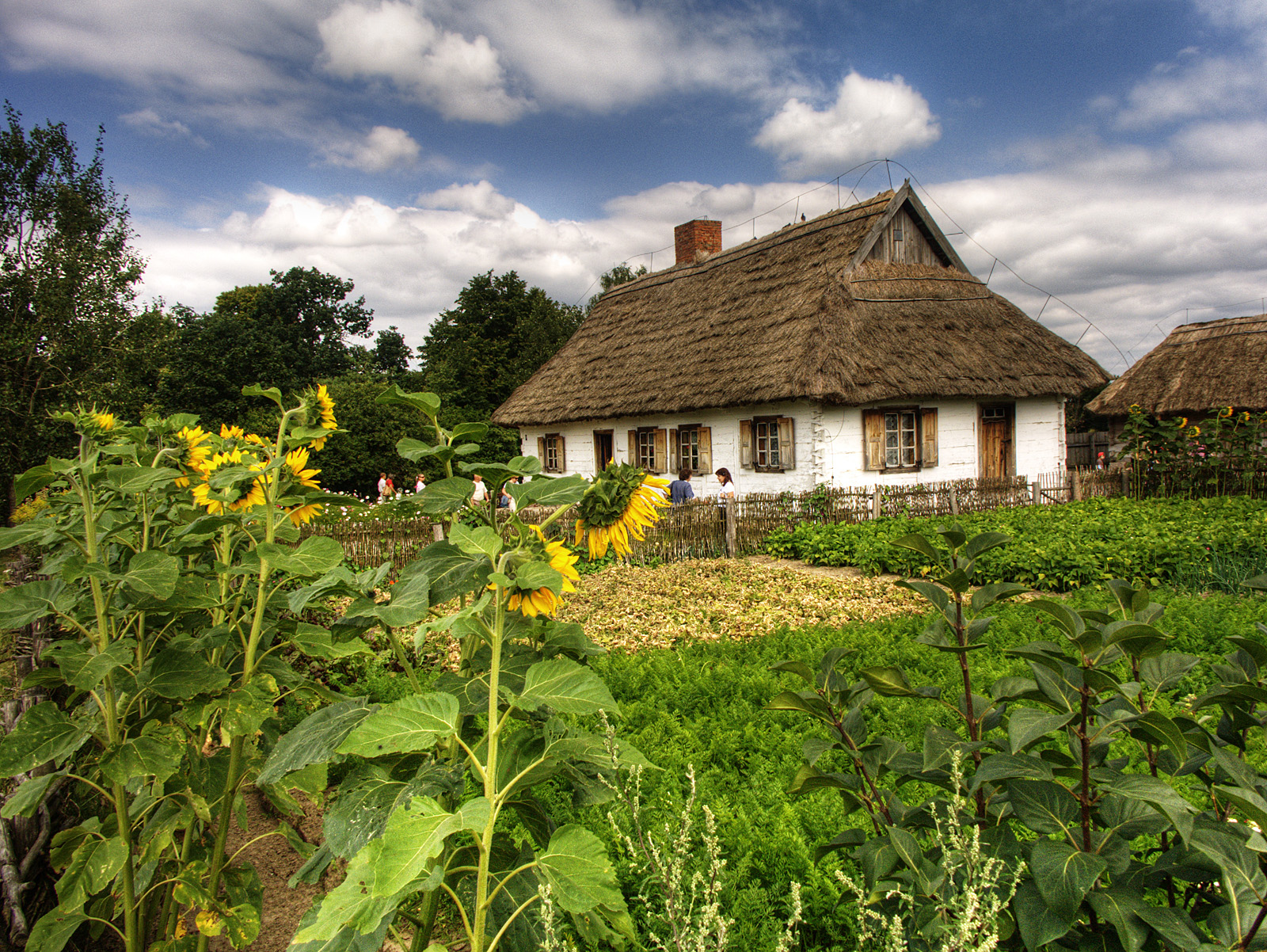
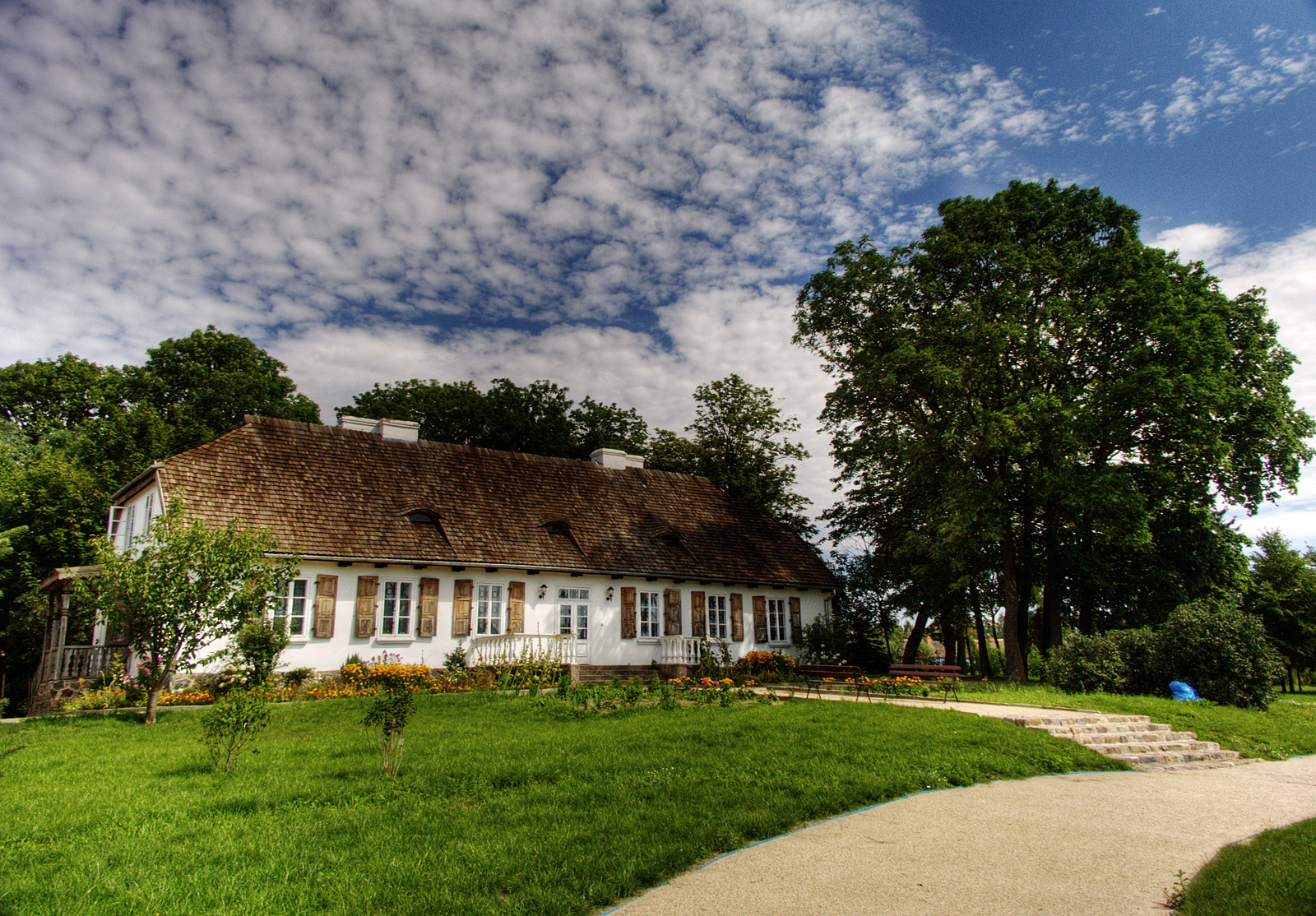
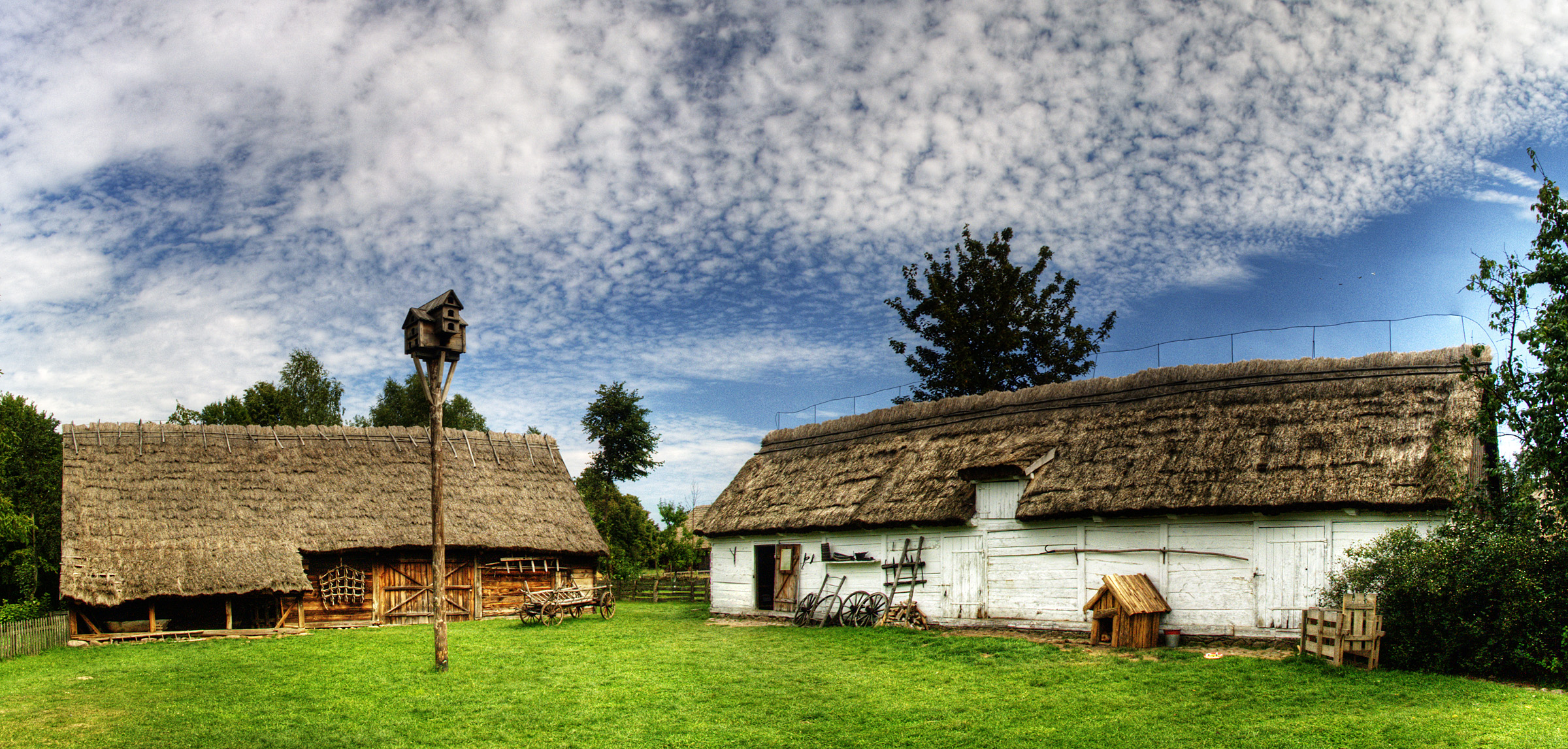
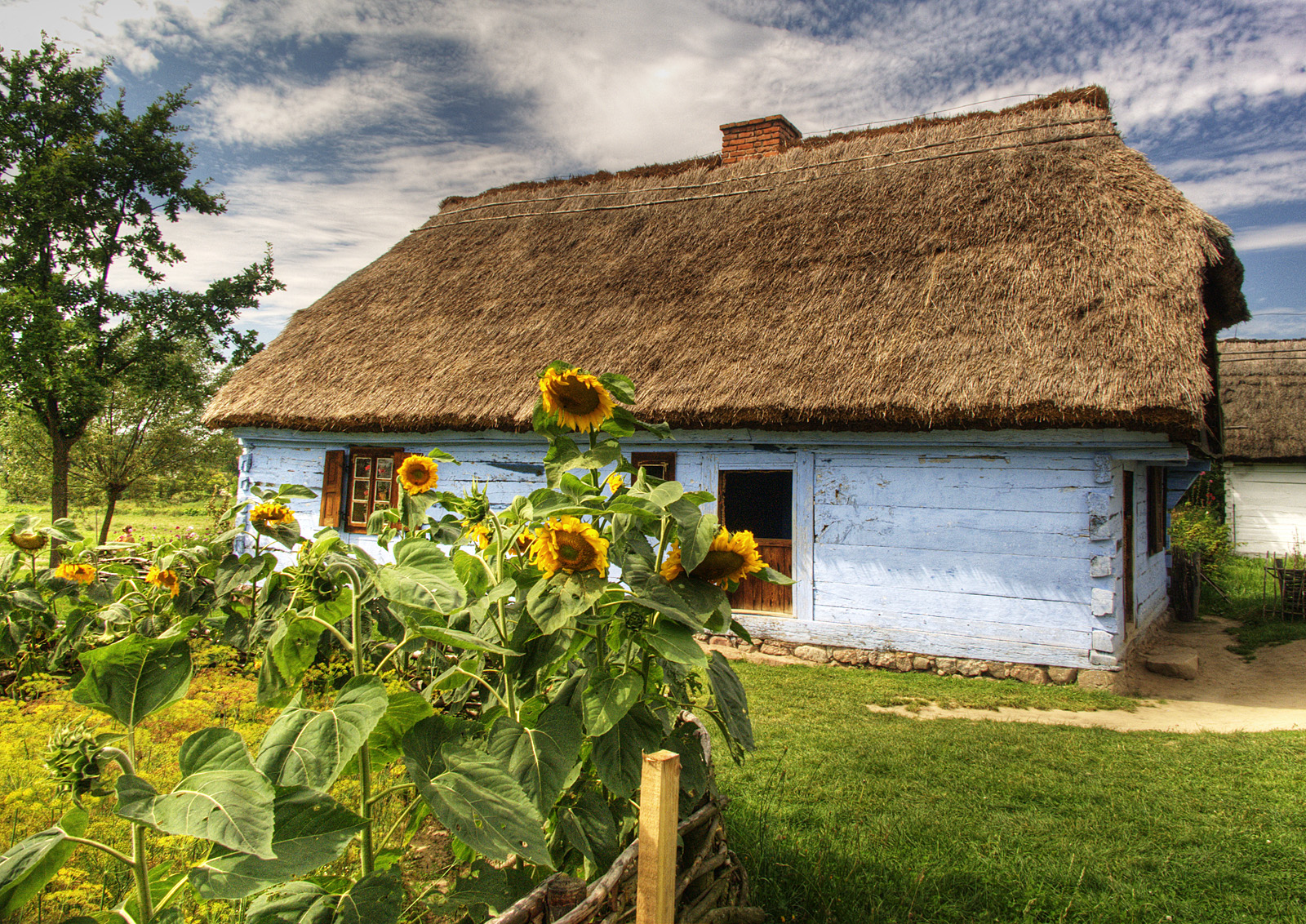
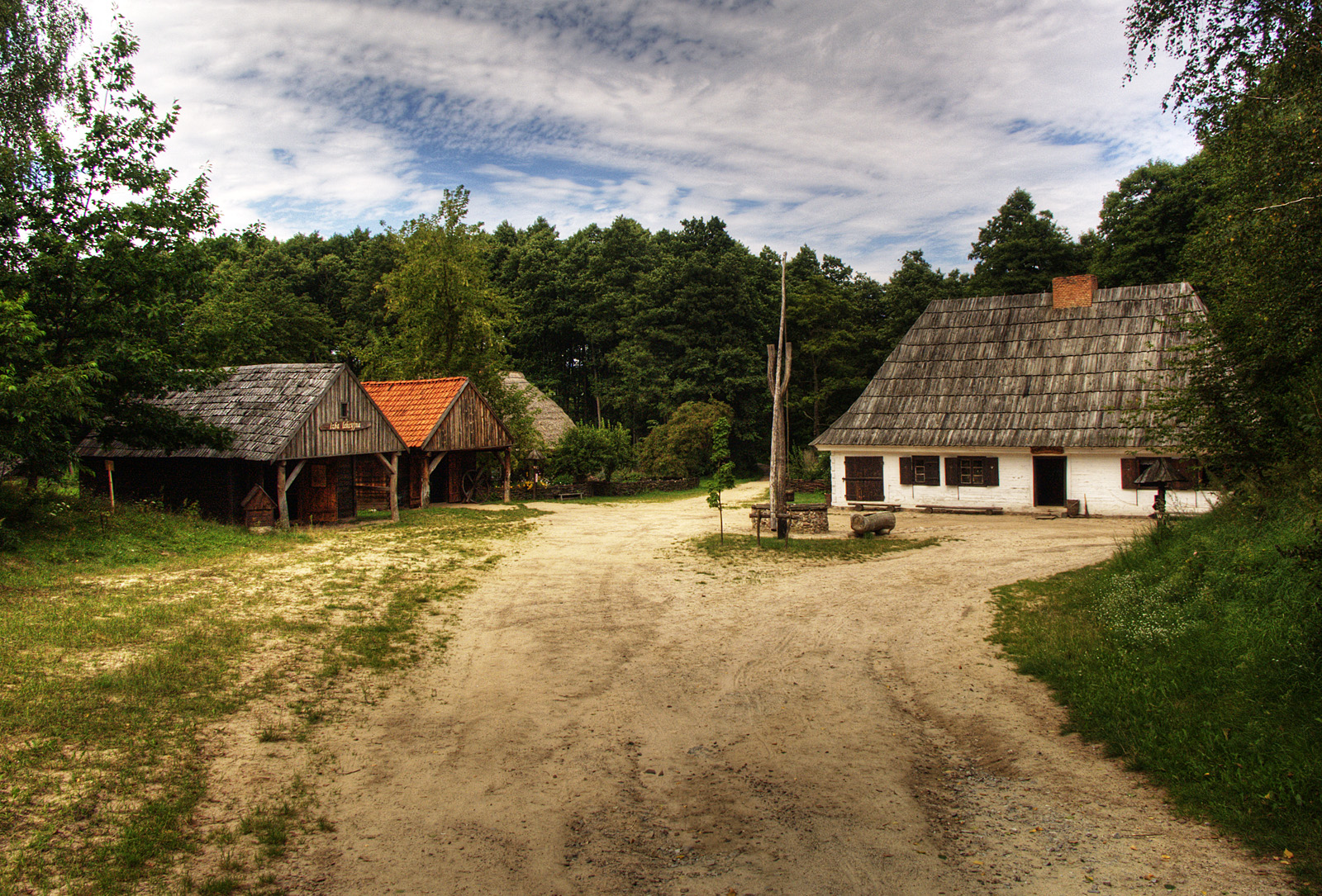
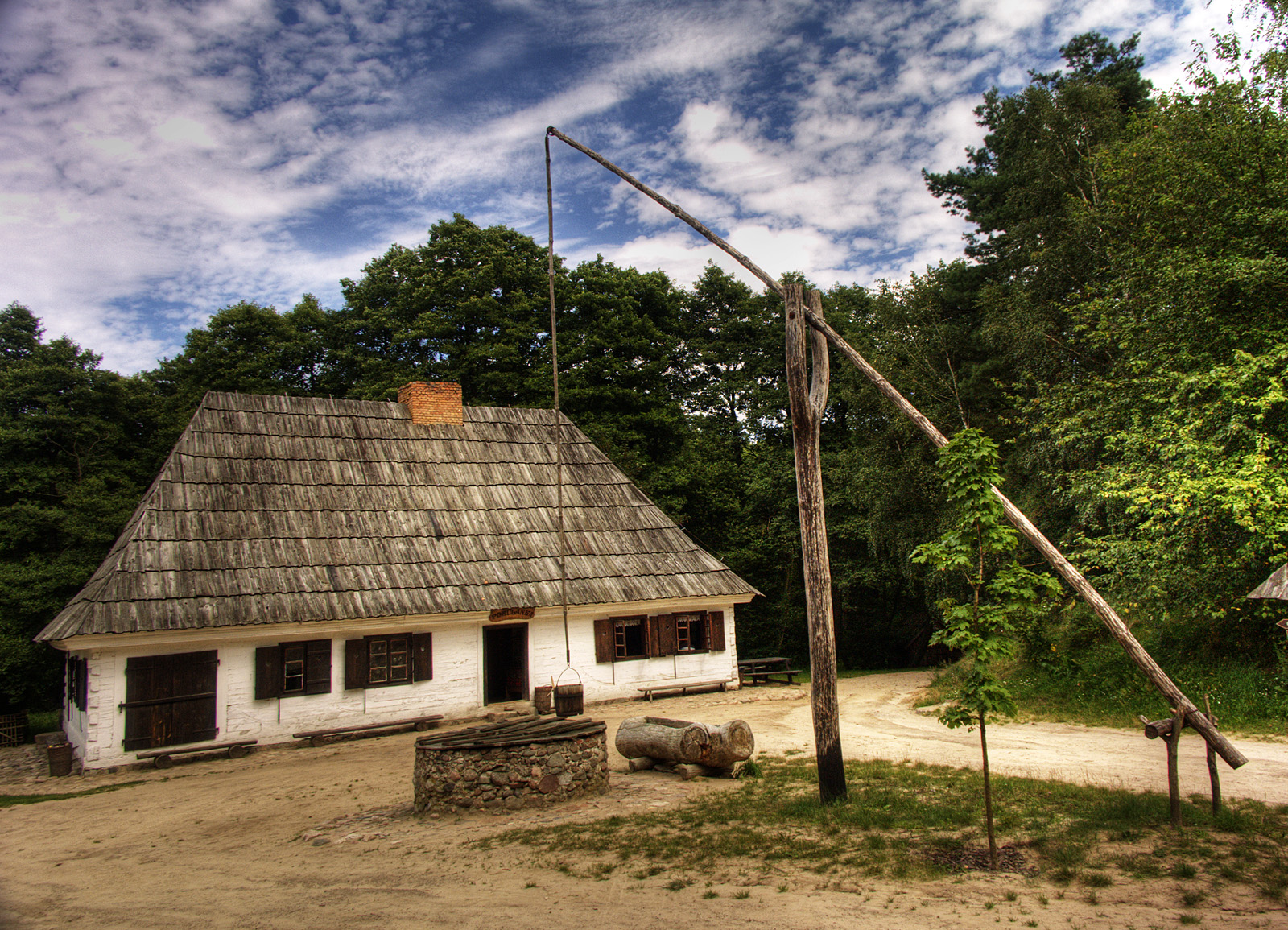
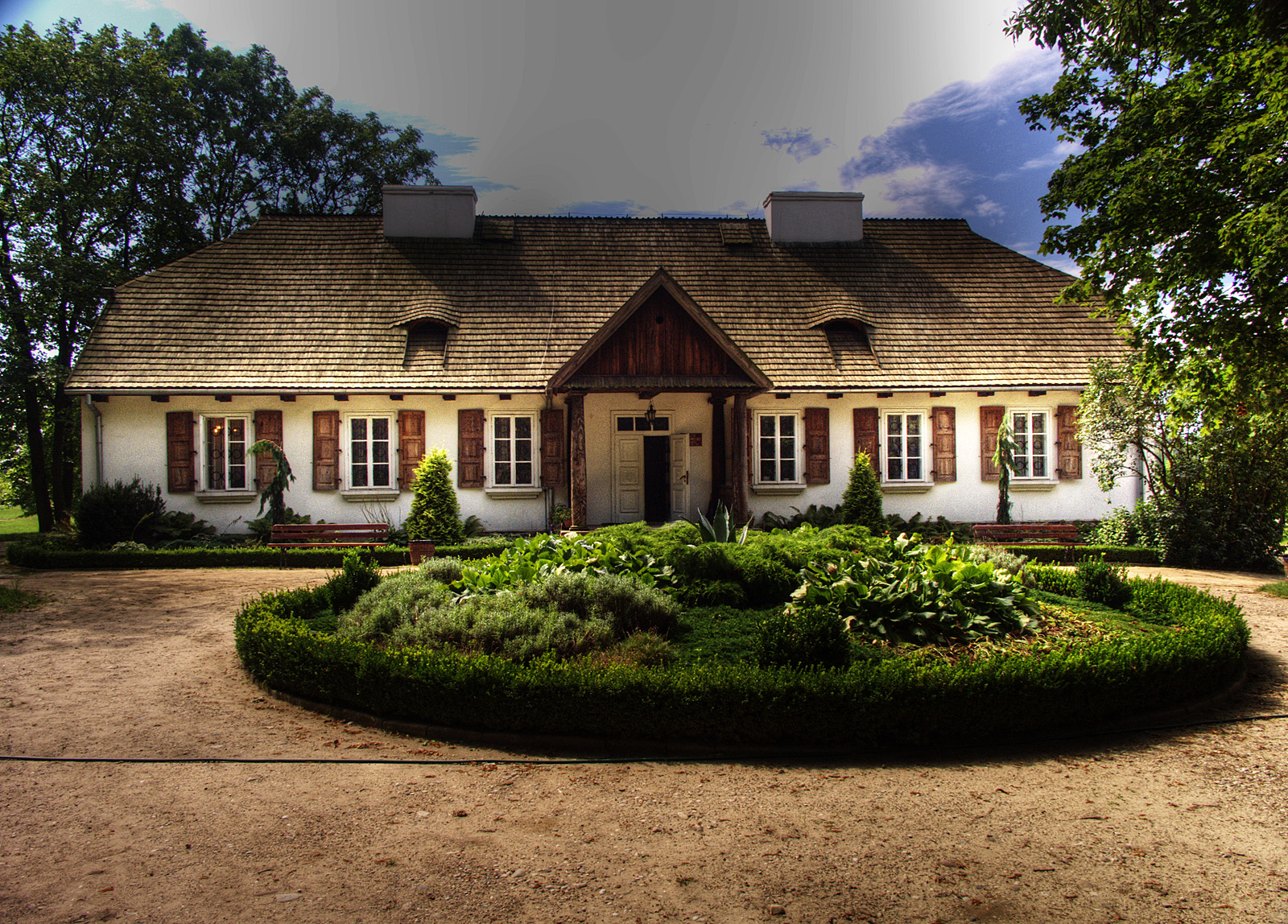
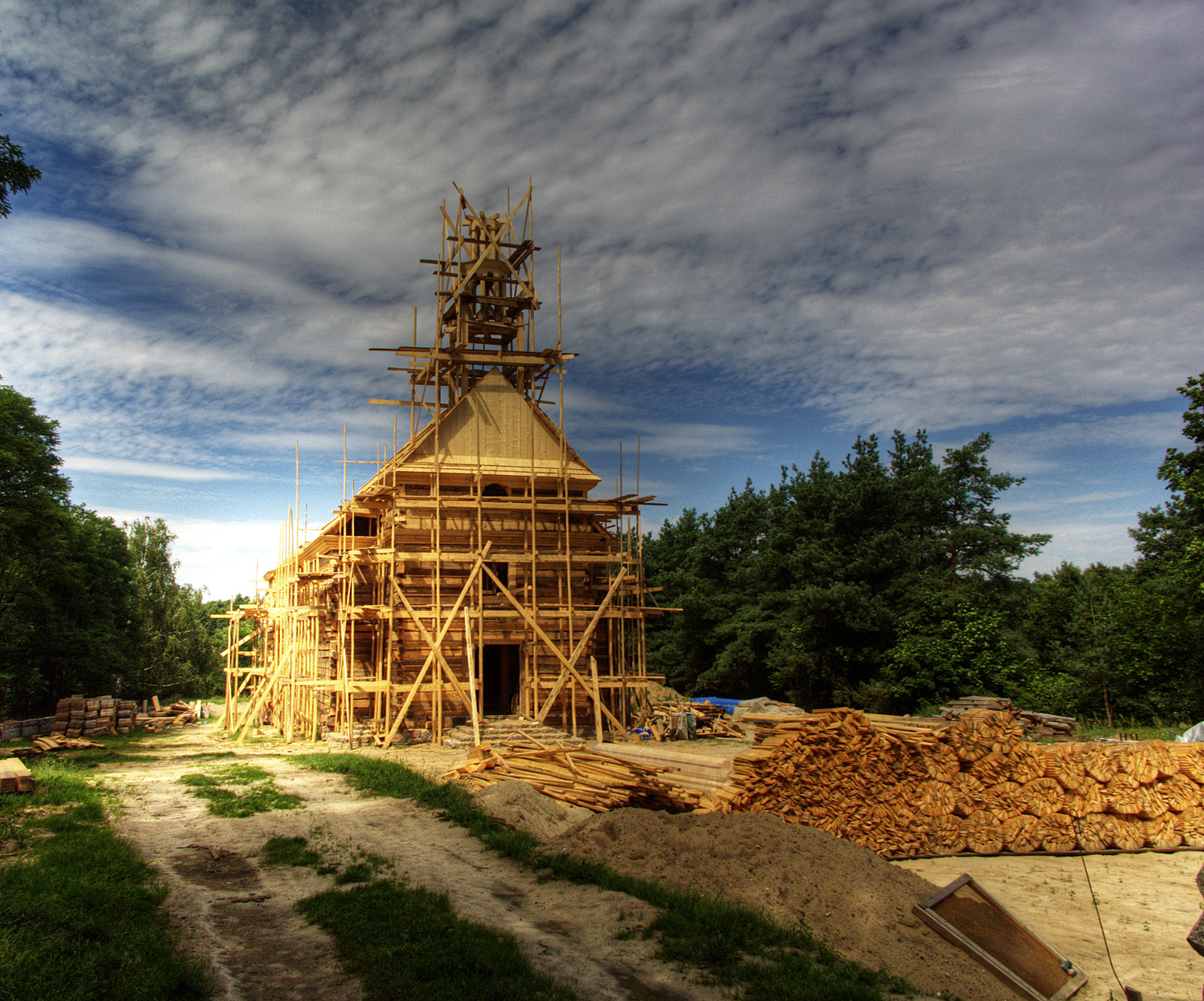
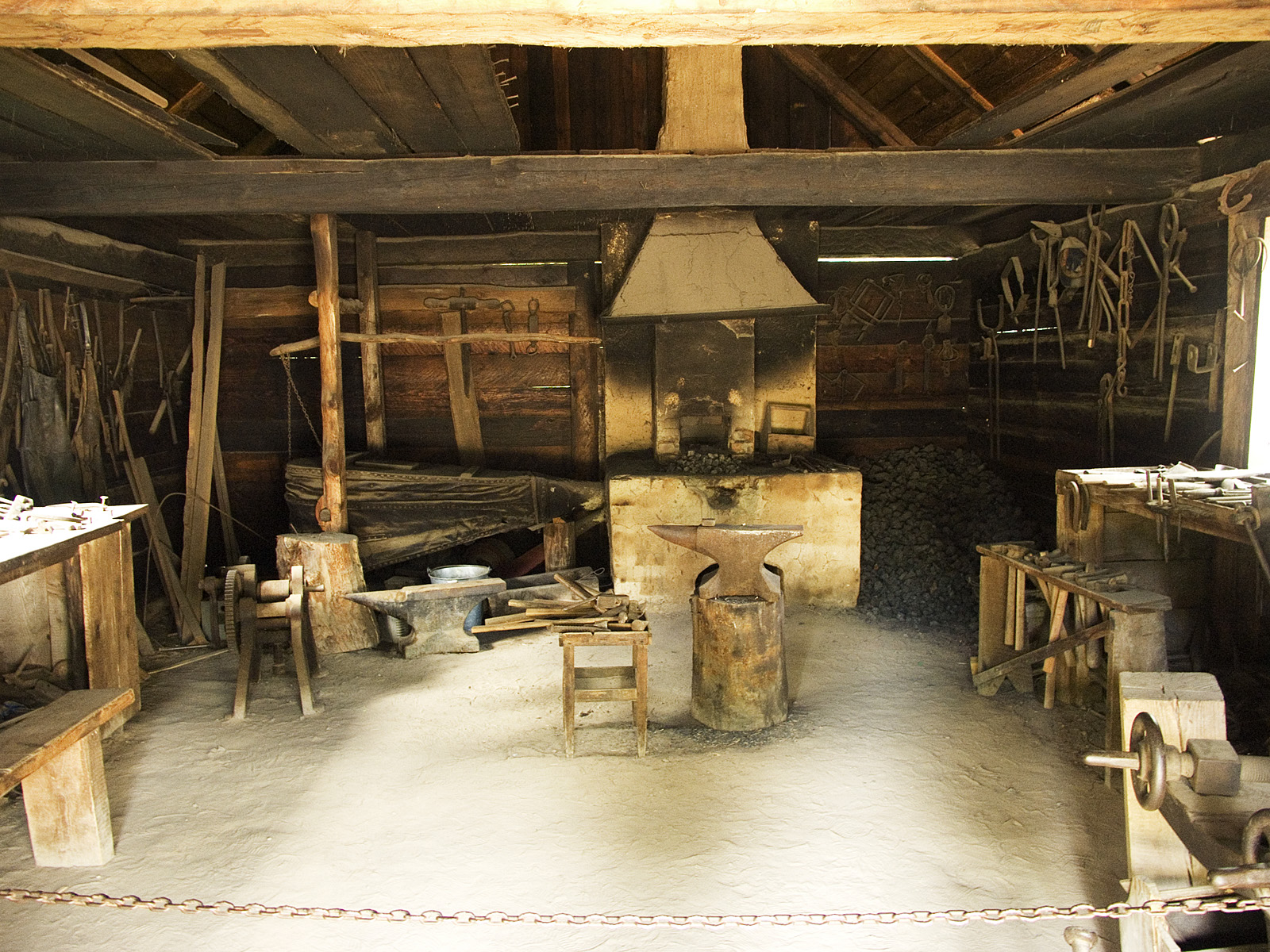
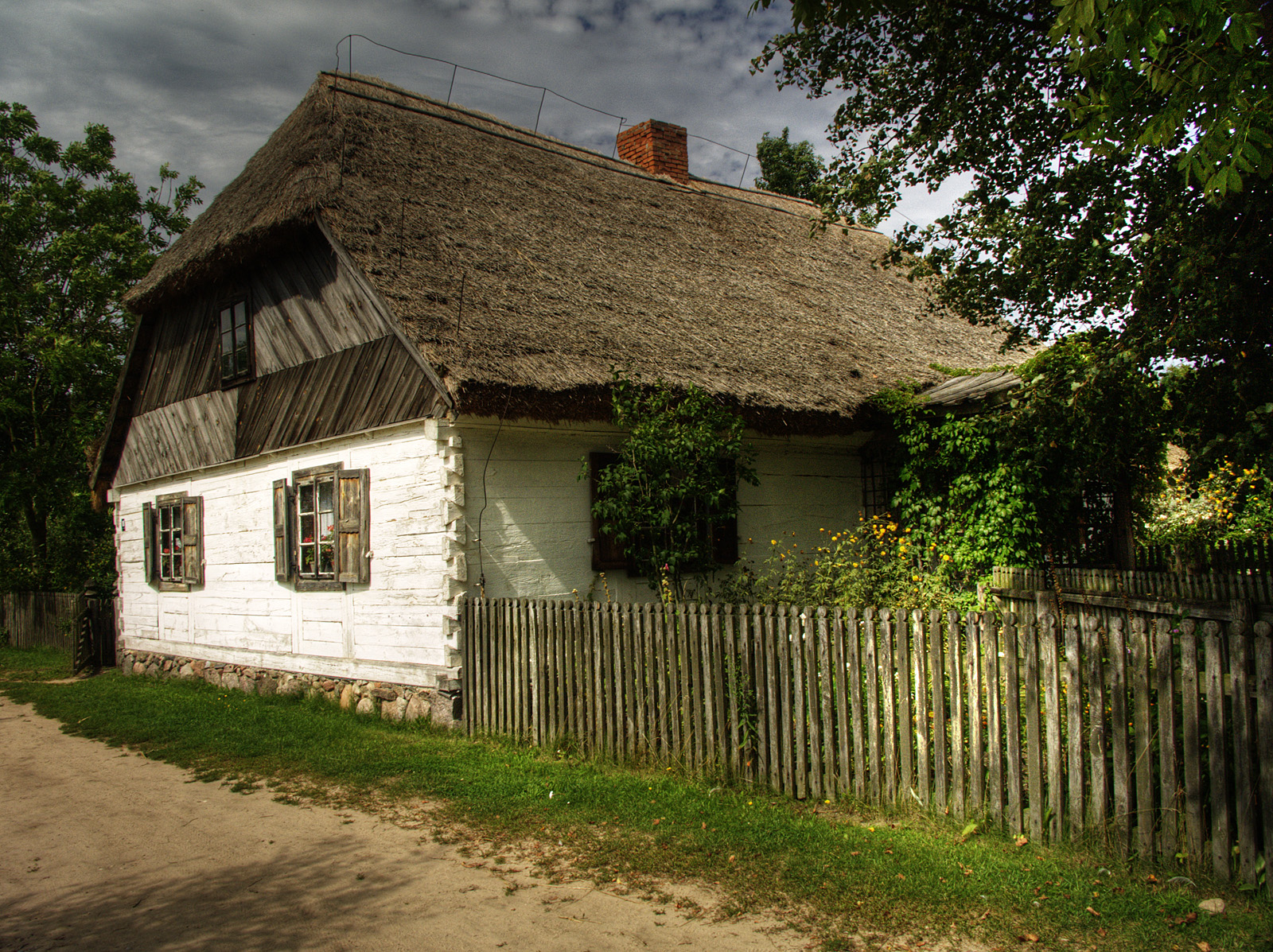
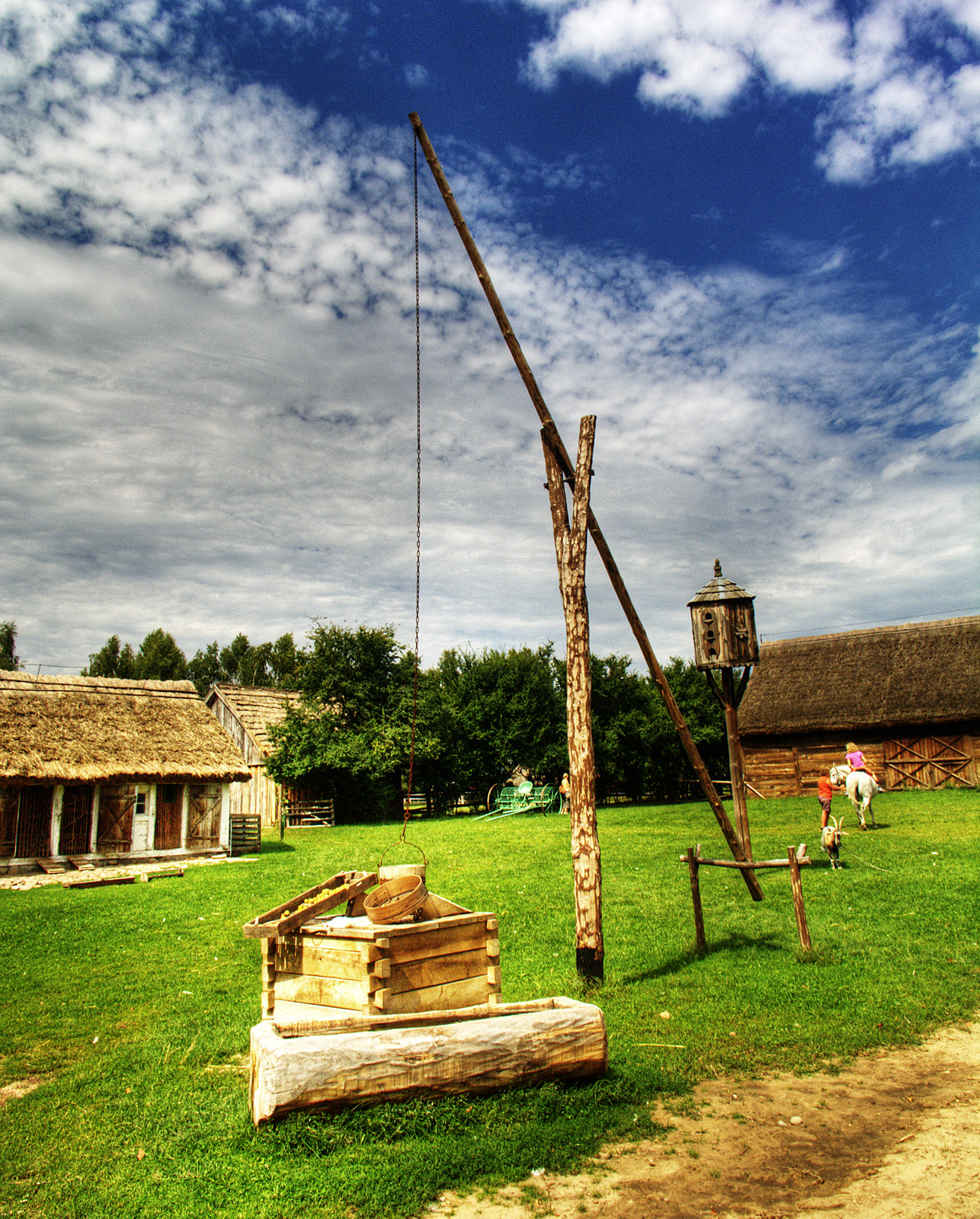
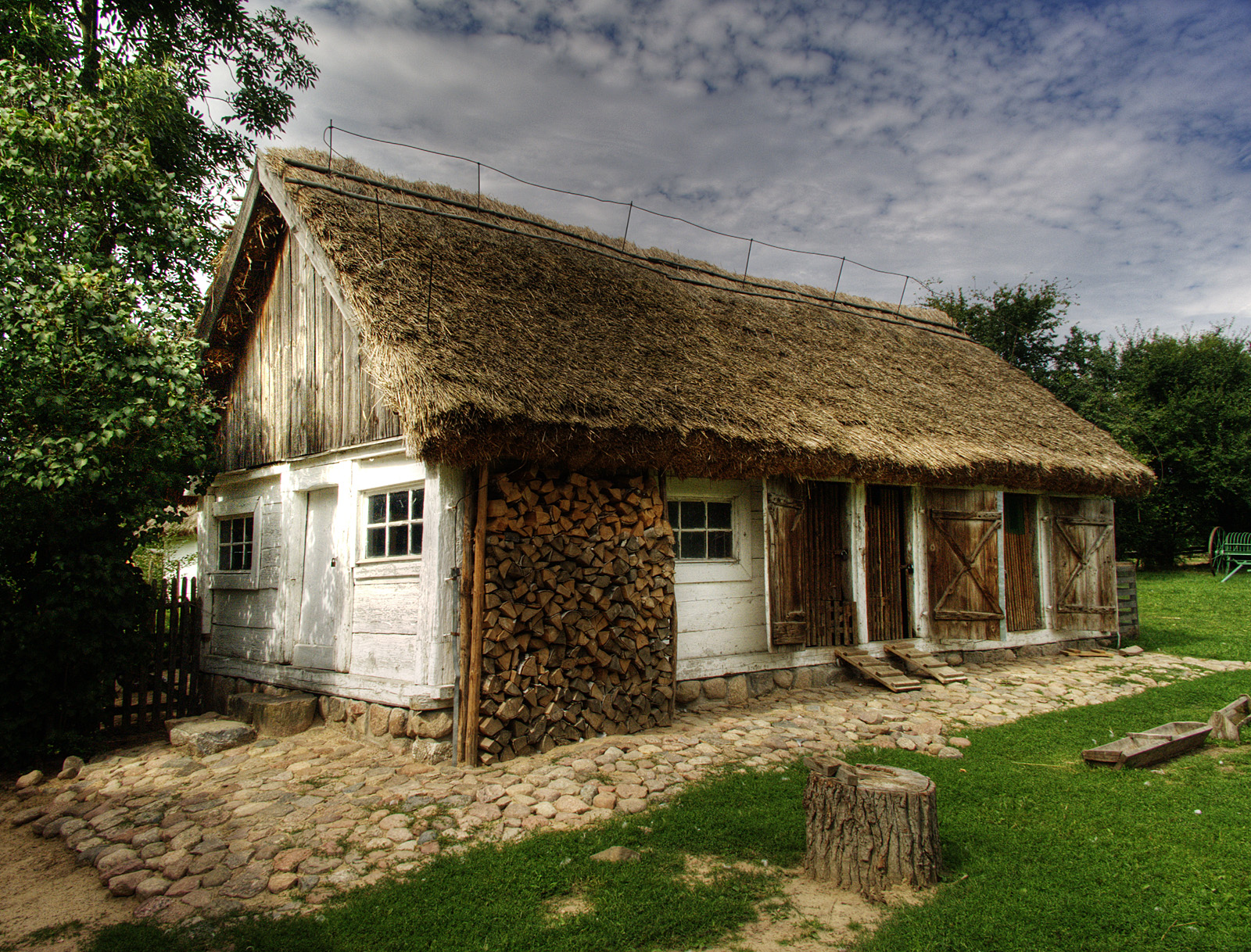
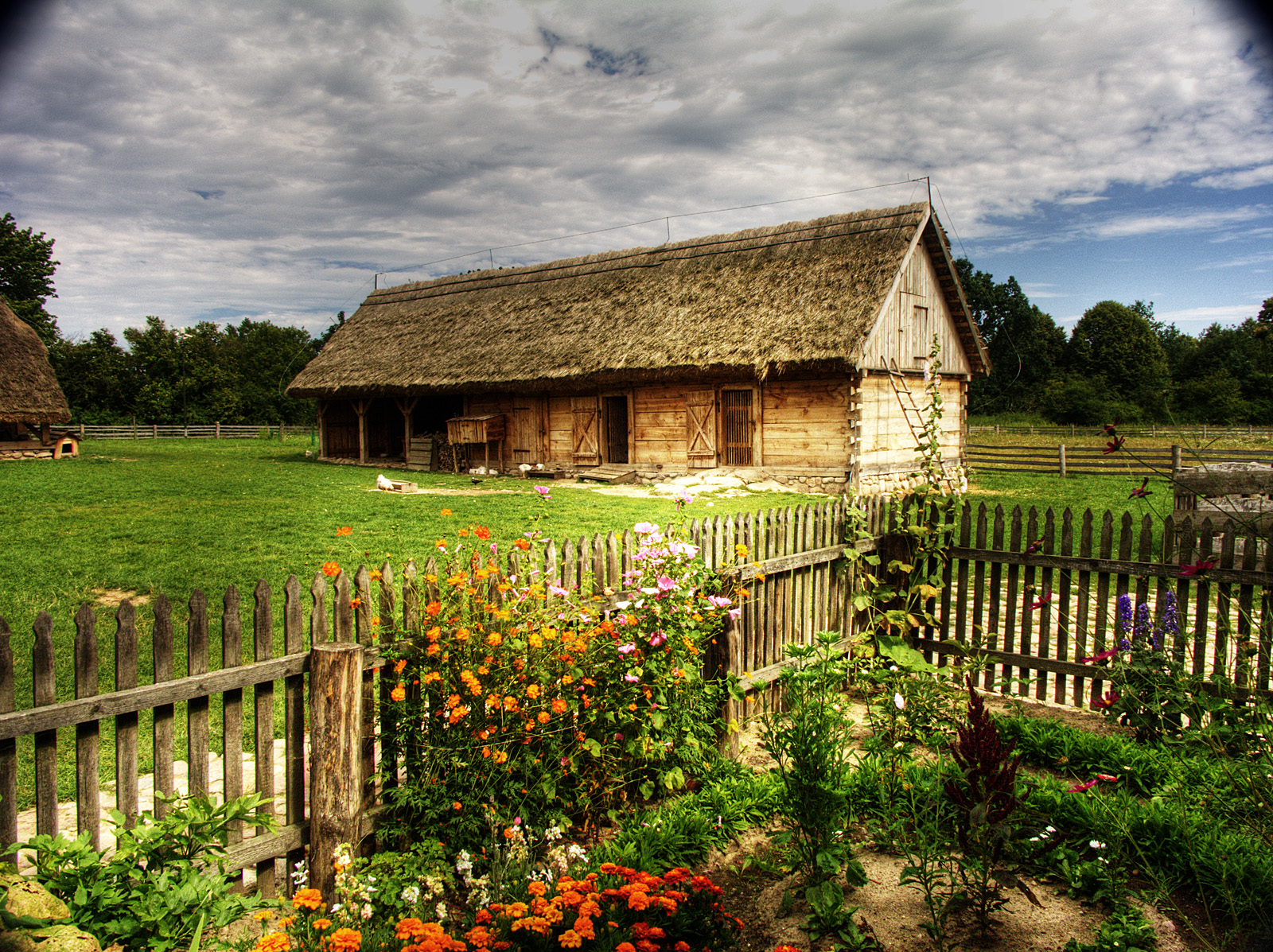
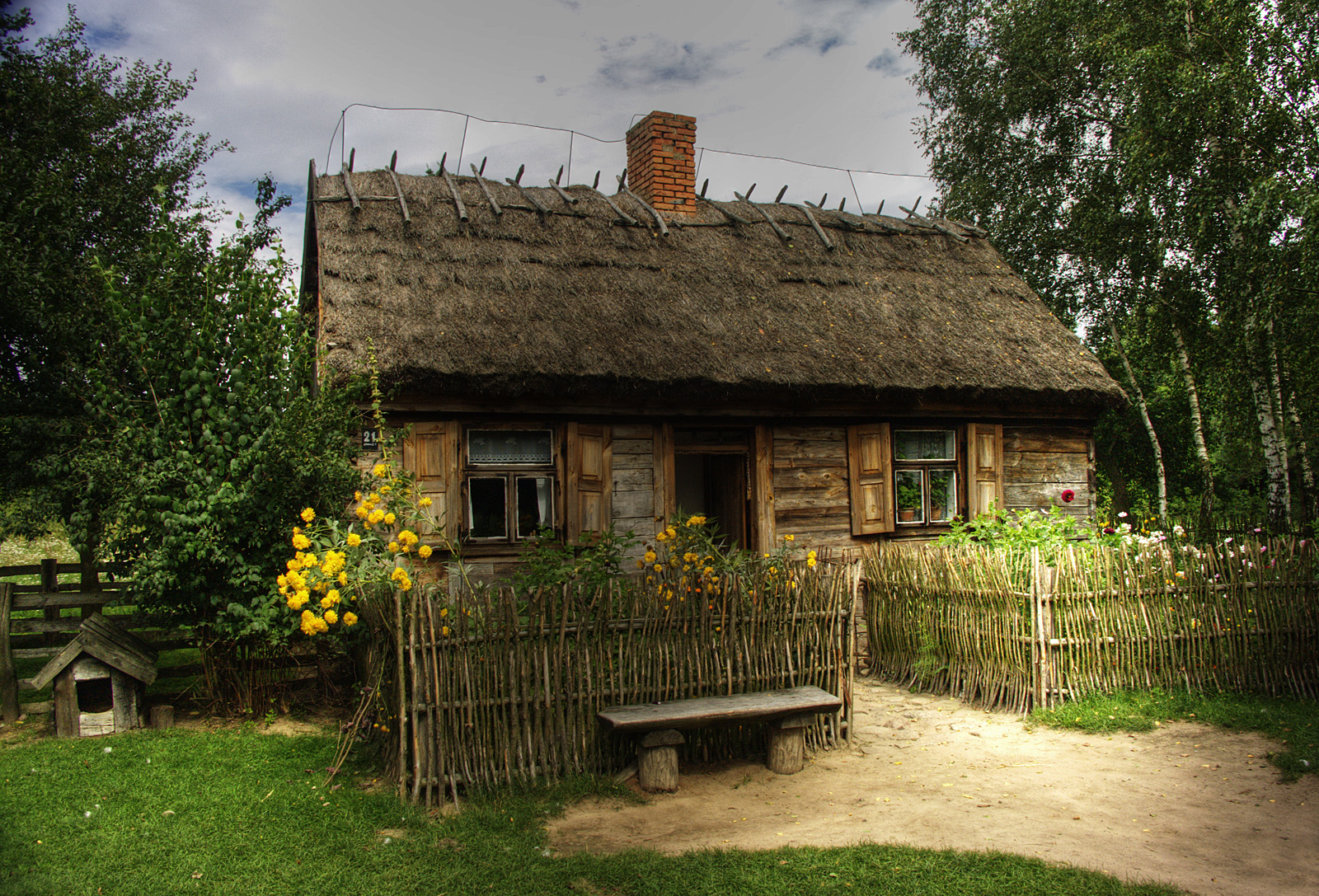